# Cassou
Cassou là một tổng thuộc  tỉnh Ziro ở phía nam Burkina Faso. Thủ phủ là thị xã Cassou. Dân số năm 2006 là 40.833.

## Các thị xã và làng xã
- Cassou	2906 (thủ phủ)
- Lon	1654
- Néssanon	1088
- Bazawara	972
- Pien	383
- Bro-Silapoa	419
- Bonapio	938
- Niessan	996
- Vrassan	818
- Tagnan	497
- Pindao	210
- Sanyou-poé	817
- Prô	644
- Ouayou	2296
- Kondui	1598
- Pouré	963
- Sourou	1702
- Thiao	1772
- Gnansou	2258
- Kadapra	244
- Bouro	454
- Panassin	418
- Oupon	1352
- Guillan	887
- Lenon	602
- Thiaossan-koporo	1146
- Taré	554
- Kassolo-tiabona	2873
- Névry	1902
- Lué	695[2]